# 大捕快
《大捕快》，香港無綫電視古裝電視劇，由姜大偉、陳秀雯、曾偉權、蔡少芬、樊亦敏及鄭敬基領銜主演，監製徐正康。

## 簡介
尚進為長樂縣人氏，為人固執，從小想成為捕快。後來如願考上捕快，但因為不想和衙門同流合污，所以遭人排擠。在一次行動中被捕快樂天所拯救，並建立師徒情誼。尚進因為固執得罪權傾全縣總捕頭何化成，因而屢遭成迫害，進終於殺成。此後，尚進一帆風順，並開始爭權奪利，又拋棄情人花鼓迎娶兩廣總督千金韓翠芝，更令他平步青雲、權傾兩廣，但是「凡走必留下痕跡」，尚進殺成之事有目擊者，為了自保官場地位，因而犯下無數血腥命案而走上不歸路。
樂天多年前因為熱中查案而忽略家庭，導致妻子帶著女兒離家出走，爾後就低調的過日子。直到遇上熱血新捕快尚進，並拯救尚進，兩人結為好友並屢破奇案。後因尚進犯案無數，陷害花鼓，甚至弒姐，發誓一定要手刃尚進。樂天最後終於伸張正義，手刃尚進。

## 演員表

### 長樂縣衙門
| 演員   | 角色   | 關係/暱稱                                                                   |
| 陳中堅 | 鮑 正  | 大老爺 於第20集被革職                                                       |
| 羅樂林 | 何化成 | 總爺 長樂縣總捕頭 勾結私煙商人洪坤 於第5集被尚進所殺                        |
| 李成昌 | 彭 韜  | 老油條 長樂縣捕頭                                                           |
| 姜大偉 | 樂 天  | 天哥 長樂縣捕快 尚進之好友，後反目 於第9集發現尚進的真面目 於第20集手刃尚進 |
| 曾偉權 | 尚 進  | 阿進 長樂縣捕快 參見尚家                                                    |
| 艾 威  | 陳 通  | 長樂縣捕快 被尚進陷害成為替死鬼 於第5集被樂天所殺                           |
| 楚 原  | 貝蒙多 | 長樂縣仵作 前九貝勒後被貶為庶民 驗屍時會參考洗冤錄                          |
| 焦 雄  | 游 肅  | 長樂縣衙差                                                                  |
| 方 傑  | 丁師爺 | 長樂縣師爺                                                                  |

### 雜耍團
| 演員   | 角色     | 關係/暱稱 |
| 陳勉良 | 戲班師傅 | 回憶中出現 |
| 蔡少芬 | 花 鼓    | 尚進情人 懷有尚進的骨肉，但尚進誤以為洪天賜才是生父 受審期間臨盆，但尚進拒絕安排穩婆，被迫在獄中自行產子 幫助尚進隱瞞殺總爺的真相 後來看清尚進真面目 |
| 林映輝 | 查 查    | 雜耍團團員 於第16集被尚進殺死 |
| 楊展強 | 銅 鑼    | 雜耍團團員 啞吧 於第16集被尚進殺死 |

### 尚家
| 演員   | 角色   | 關係/暱稱                                                                                             |
| 黃一飛 | 尚可發 | 尚進叔叔                                                                                              |
| 陳秀雯 | 尚 湘  | 尚進之姊 於第19集被尚進殺害                                                                           |
| 曾偉權 | 尚 進  | 阿進 長樂縣捕快 韓翠芝之夫 花鼓情人 尚湘之弟 樂天之好友，後反目 殺害尚湘、洪天賜、高杰 於第20集被斬首 |
| 梁葆貞 | 夏 蘭  | 尚家下人                                                                                              |

### 韓家
| 演員   | 角色   | 關係/暱稱           |
| 蔡國慶 | 韓震南 | 兩廣總督 韓翠芝之父 |
| 樊亦敏 | 韓翠芝 | 尚進之妻 韓震南之女 |

### 洪家
| 演員   | 角色   | 關係/暱稱                               |
| 鄭 雷  | 洪 坤  | 私煙商人 洪天賜之父 於第14集死亡        |
| 鄭敬基 | 洪天賜 | 阿賜 洪坤之子 老實人 於第16集被尚進殺死 |

### 朝廷
| 演員   | 角色     | 關係/暱稱 |
| 郭德信 | 巡按大人 | 御 史     |
| 曹 濟  | 師 爺    | 師爺      |
| 黎漢持 | 十三貝勒 |           |
| 游 飇  | 公差甲   |           |

### 其他角色
| 演員   | 角色     | 關係/暱稱                             |
| 陳榮峻 | 高 杰    | 尚湘前夫 於第11集被尚進殺害           |
| 王翠玉 | 天 妻    | 樂天妻子 多年前離家出走 回憶中出現    |
| 何金靈 | 錢日飛   |                                       |
| 文嘉永 | 阿 文    |                                       |
| 黃文標 | 阿 華    |                                       |
| 張振寧 | 阿 標    |                                       |
| 張宏偉 | 阿 濟    |                                       |
| 葉鎮華 | 阿 才    |                                       |
| 王維德 | 陳 炳    | 被何化成陷害枉死                      |
| 林文森 | 阿 四    |                                       |
| 陳燕航 | 阿 梅    |                                       |
| 吳列華 | 阿 紅    |                                       |
| 陳曉雲 | 阿 雲    |                                       |
| 李海生 | 石 龍    | 賄賂何化成 陷害枉死陳炳，後被樂天殺害 |
| 黃宗賜 | 伍 義    | 目擊尚進犯案 於第8集被滅口            |
| 呂劍光 | 老 伯    |                                       |
| 盧天偉 | 阿 忠    |                                       |
| 許實賢 | 老 良    |                                       |
| 鄧煜榮 | 肥老闆   |                                       |
| 曾今茵 | 妓 女    |                                       |
| 馮瑞貞 | 陳大媽   |                                       |
| 黃成想 | 廟 祝    |                                       |
| 余慕蓮 | 媚 姐    |                                       |
| 張志平 | 平 爺    |                                       |
| 成 篆  | 手下甲   |                                       |
| 時 間  | 手下乙   |                                       |
| 博 君  | 阿 超    |                                       |
| 古明華 | 李大牛   |                                       |
| 陳軍浩 | 牛手下   |                                       |
| 李國遠 | 牛手下   |                                       |
| 黃康森 | 牛手下   |                                       |
| 區 嶽  | 村 民    |                                       |
| 廖麗麗 | 村 民    |                                       |
| 譚一清 | 村 民    |                                       |
| 石 雲  | 村 民    |                                       |
| 黎秀英 | 村 民    |                                       |
| 何壁堅 | 村 民    |                                       |
| 黎漢持 | 十三貝勒 |                                       |
| 戴耀明 | 十三手下 |                                       |
| 陳志恆 | 十三手下 |                                       |
| 張俊華 | 十三手下 |                                       |
| 蔣 克  | 隨 從    |                                       |
| 張俊華 | 隨 從    |                                       |
| 唐葳娜 | 女獄卒   |                                       |
| 陸麗燕 | 女獄卒   |                                       |
| 麥皓為 | 鄉民甲   |                                       |
| 王偉梁 | 鄉民乙   |                                       |